# Langue
Langue é uma cidade hondurenha do departamento de Valle.